# Ole Jensen (Badminton)
Niels Ole Kristian Jensen (* 5. Juni 1928; † 11. November 2015) war ein dänischer Badminton-, Tennis- und Fußballspieler.

## Karriere
Jensen wurde bei der dritten Auflage des Thomas Cups 1955 Vizeweltmeister mit dem dänischen Herrenteam. Im Finale gegen Malaya unterlag er dabei in seinem Einzel gegen Ong Poh Lim klar in zwei Sätzen. In seiner Heimat Dänemark wurde der für Gentofte BK startende Jensen 1952 erstmals Titelträger im Herrendoppel mit Poul Holm. 1953 und 1954 verteidigten beide den Titel. Bei den prestigeträchtigen All England wurde Jensen 1952 und 1953 Zweiter im Doppel und 1952 zusätzlich Zweiter im Mixed.

## Erfolge
| Saison    | Veranstaltung                                    | Disziplin    | Platz | Name |
| --------- | ------------------------------------------------ | ------------ | ----- | --- |
| 1943/1944 | Dänemark: Einzelmeisterschaften der Junioren U17 | Herreneinzel | 1     | Ole Jensen, Gentofte                                                                                    |
| 1944/1945 | Dänemark: Einzelmeisterschaften der Junioren U19 | Herreneinzel | 1     | Ole Jensen, Gentofte                                                                                    |
| 1951/1952 | Dänemark: Einzelmeisterschaften                  | Herrendoppel | 1     | Poul Holm / Ole Jensen, Gentofte BK                                                                     |
| 1952      | All England                                      | Mixed        | 2     | Ole Jensen / Aase Schiøtt Jacobsen                                                                      |
| 1952      | All England                                      | Herrendoppel | 2     | Poul Holm / Ole Jensen                                                                                  |
| 1952/1953 | Dänemark: Einzelmeisterschaften                  | Herrendoppel | 1     | Poul Holm / Ole Jensen, Gentofte BK                                                                     |
| 1953      | All England                                      | Herrendoppel | 2     | Poul Holm / Ole Jensen                                                                                  |
| 1953/1954 | Dänemark: Einzelmeisterschaften                  | Herrendoppel | 1     | Poul Holm / Ole Jensen, Gentofte BK                                                                     |
| 1955      | Thomas Cup                                       | Herrenteam   | 2     | Dänemark (Jørn Skaarup, Ole Mertz, Ove Eilerstsen, Finn Kobberø, Jørgen Hammergaard Hansen, Ole Jensen) |
| 1958/1959 | Deutschland: Internationale Meisterschaften      | Herrendoppel | 3     | Hans Jensen / Ole Jensen                                                                                |